# Лютый, Виктор Михайлович
Ви́ктор Миха́йлович Лю́тый (30 июня 1940, Новороссийск, Краснодарский край — 14 апреля 2009) — советский и российский астроном и астрофизик, многолетний сотрудник Крымской лаборатории ГАИШ, доктор наук, профессор.

## Биография
Родился 30 июня 1940 года в Новороссийске. Окончил физический факультет МГУ (1964). Обучался в аспирантуре под руководством профессора Б. В. Кукаркина. После выпуска он стал сотрудником Крымской лаборатории ГАИШ в посёлке Научном. Последовательно занимал должности младшего, старшего, ведущего, главного научного сотрудника ГАИШ. В 1972 году им была защищена кандидатская диссертация, в 1977 году — докторская. В 1999 году ему присвоено звание заслуженного научного сотрудника МГУ. В 2004 году за подготовку научных кадров ему было присвоено звание профессора МГУ. В течение многих лет он был членом редколлегии журнала «Письма в Астрономический журнал».
Скончался 14 апреля 2009 года на 69-м году жизни после тяжелой болезни.

## Научная деятельность
Основные научные интересы и открытия В. М. Лютого были сосредоточены в области исследования активных ядер галактик и рентгеновских источников в двойных звездах. Им были выполнены в соавторстве также выдающиеся работы по интегральной фотометрии туманности Андромеды и шаровым скоплениям в этой галактике.
В. М. Лютый был выдающимся астрономом-наблюдателем и конструктором астрономических приборов. В 1969 году он ввел в практику наблюдений на телескопе Цейсс-1 изготовленный им первый в СССР фотоэлектрический фотометр со счетом фотонов, используемый до сих пор. В начале 1970-х годов он принял участие в изготовлении узкополосного клинового фотометра, на котором им совместно с А. М. Черепащуком было обнаружено запаздывание переменности потока в линии Нα по отношению к излучению в континууме в ядрах сейфертовских галактик. В 2001 году В. М. Лютый совместно с сотрудниками Научно-технологического центра акустооптики изготовил узкополосный спектрофотометр изображений с перестраиваемым акустооптическим фильтром для наблюдения галактик и других астрономических объектов.
Первым в мире он начал систематические фотометрические наблюдения активных ядер галактик и обнаружил переменность их блеска. Открытие факта запаздывания эмиссионных линий по отношению к изменениям непрерывного спектра в активных ядрах галактик создало целое новое направление в астрофизике. Наблюдения В. М. Лютым рентгеновских источников Cyg Х-1 и Her Х-1 сыграли важную роль в объяснении типов переменности этих двойных звезд. В настоящее время общепринятой является интерпретация их фотометрического поведения как результата эффекта отражения (Her X-1) и эллипсоидальности (Cyg X-1), предложенная В .М. Лютым, Р. А. Сюняевым и А. М. Черепащуком.
Опубликовал свыше 250 научных работ с высоким индексом цитирования. Им подготовлено 5 кандидатов наук, многолетний руководитель дипломных и курсовых работ студентов астрономического отделения МГУ.